# Sobekemhat
Sobekemhat est un ancien trésorier égyptien sous le règne du roi Sésostris III (XIIe dynastie). Sobekemhat n'est connu que de son mastaba fouillé en 1894 à côté de la pyramide de Sésostris III à Dahchour.
Le mastaba était décoré à l'extérieur de reliefs. Ceux-ci n'ont été trouvés que sur de petits fragments portant le nom et les titres de Sobekemhat. Sur une table d'offrande, il porte le titre de trésorier. Le mastaba est dans une chaîne de trois mastabas, au nord de la pyramide du roi, en étant le plus proche. Le mastaba suivant appartient au vizir Nebit et le troisième à un autre haut fonctionnaire, peut-être encore un vizir. Par conséquent, on peut affirmer que la tombe de Sobekemhat était la plus ancienne des trois.
On a longtemps pensé que Sobekemhat était vizir, mais les fragments en relief avec le titre de vizir proviennent du mastaba de Nebit à proximité.